# Sericostoma vittatum
Sericostoma vittatum là một loài Trichoptera trong họ Sericostomatidae. Chúng phân bố ở miền Cổ bắc.